# Sara Jane Rhoads
Sara Jane Rhoads (* 1. Juni 1920 in Kansas City, Missouri; † 1. Mai 1993 in Laramie, Wyoming) war eine US-amerikanische Chemikerin.

## Leben
Sara Jane Rhoads wurde 1920 als Tochter von Errett Stanley Rhoads und Charlotte Rhoads, geborene Kraft, in Kansas City, Missouri geboren. Sie war das jüngste von sechs Geschwistern und besuchte bis zum Junior College öffentliche Schulen in ihrer Geburtsstadt. Danach ging sie an die University of Chicago, wo sie 1941 ihren Bachelor-Abschluss in Chemie erlangte. Bis 1943 arbeitete sie in der Entwicklungsabteilung der Lindsay Light and Chemical Company in Chicago und war dann Lehrkraft an der Radford School in El Paso, Texas (1943–1944) und am Hollins College in Virginia (1944–1945). Rhoads ging dann als Doktorandin an die Columbia University in New York City, wo sie 1949 unter William von Eggers Doering in Organischer Chemie promovierte.
Im September 1948 wechselte Sara Jane Rhoads an die University of Wyoming, wo sie bis zu ihrer Pensionierung 1984 wirkte. Sie war, neben 161 Männern,  eine von nur zwei Frauen, die zwischen 1956 und 1971 ein Senior Post Doctoral Fellowship der National Science Foundation erhielten und wurde eine der ersten Professorin für Chemie in den Vereinigten Staaten. Sie widmete sich in den über 35 Jahren an der Universität hauptsächlich der Lehre und war maßgeblich am Aufbau der Chemiefakultät beteiligt, deren Leiterin sie 1967/68 war.
Ihr Neffe Richard E. Smalley, der sie bewunderte und in den 1960er-Jahren in ihren Labors arbeitete, wurde von ihr zu einer Laufbahn als Chemiker inspiriert. Smalley wurde ein Pionier auf dem Feld der Nanotechnologie und erhielt 1996 zusammen mit Robert F. Curl und Harold Kroto den Nobelpreis für Chemie für die Entdeckung der Fullerene.

## Auszeichnungen
- 1956: NSF Senior Post Doctoral Fellowship (National Science Foundation)
- 1975: MCA Teaching Award (Manufacturing Chemists’ Association)
- 1982: Garvan-Olin-Medaille (American Chemical Society)